# Jaime Alberto Cabrera Arcos

Bischofswappen von Jaime Alberto Cabrera Arcos

Jaime Alberto Cabrera Arcos (* 20. September 1967 in Sandoná) ist ein kolumbianischer Geistlicher und römisch-katholischer Bischof von Garzón.

## Leben
Jaime Alberto Cabrera Arcos studierte Philosophie und Theologie am Priesterseminar Sagrados Corazones in Pasto. Am 14. Januar 1994 empfing er das Sakrament der Priesterweihe für das Bistum Pasto.
Nach der Priesterweihe war er zunächst Vizekanzler des Bistums und bischöflicher Sekretär. Von 1995 bis 1997 war er Pfarrer in Buesaco und studierte anschließend an der Päpstlichen Universität Gregoriana in Rom, wo er das Lizenziat in biblischer Theologie erwarb. Von 2001 bis 2007 war er Pfarrer der Pfarrei San Agustín in Pasto und Kanzler der Diözesankurie. In den beiden folgenden Jahren war er Bischofsvikar für die Seelsorge und anschließend bis 2011 Pfarrer in Yacuanquer. Von 2012 bis 2014 war er Pfarrer der Pfarrei Resurreción del Señor und von 2015 bis 2019 Rektor der katholischen Hochschulstiftung Fundación Universitaria Católica del Sur. Von 2001 bis 2018 lehrte er zudem als Professor am Priesterseminar Sagrados Corazones in Pasto. Ab 2019 war er Pfarrer der Pfarrei Cristo Maestro und ab 2021 zudem Leiter des Priesterausbildungszentrums für Jugendberufungen.
Papst Franziskus ernannte ihn am 28. Januar 2025 zum Bischof von Garzón. Der Apostolische Nuntius in Kolumbien, Erzbischof Paolo Rudelli, spendete ihm am 25. März desselben Jahres in der Kathedrale von Garzón die Bischofsweihe. Mitkonsekratoren waren der Bischof von Espinal, Miguel Fernando González Mariño, der das Bistum Garzón während der mehr als dreijährigen Sedisvakanz als Apostolischer Administrator verwaltet hatte, und der Bischof von Pasto, Juan Carlos Cárdenas Toro.